# サンクトペテルブルク国立アカデミーカペラ

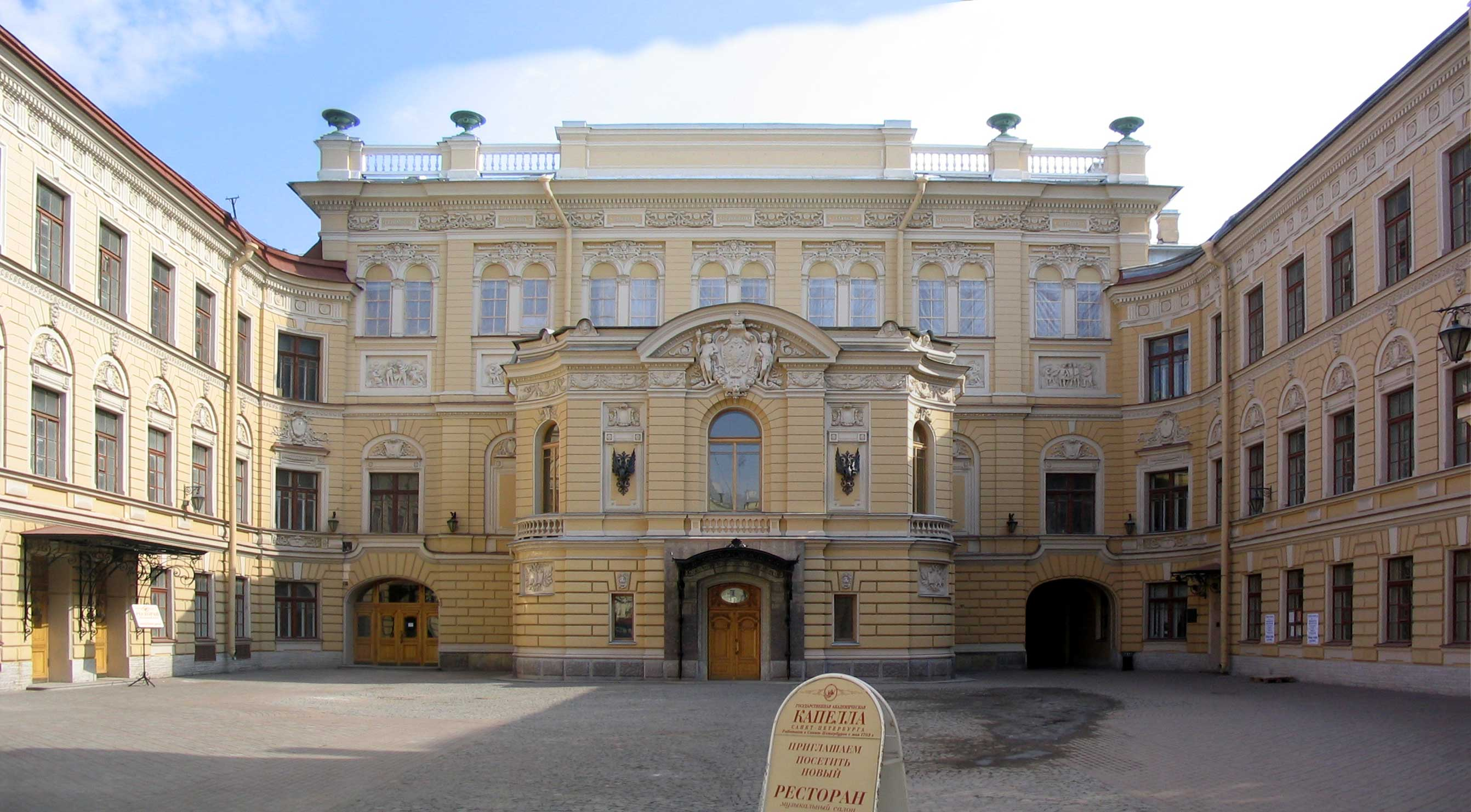
カペラのコンサートホールの外観

サンクトペテルブルク国立アカデミーカペラ（サンクトペテルブルクこくりつアカデミーカペラ、ロシア語:  Госуда́рственная академи́ческая капе́лла Санкт-Петербу́рга, 英語: St. Petersburg State Academic Capella）は、ロシアのサンクトペテルブルクにある演奏組織で、ロシアで最も古いプロフェッショナルの合唱団 (1476年皇帝イヴァン3世によりモスクワに創設) と、交響楽団、そしてコンサートホールが所属している。1955年まではグリンカ記念合唱学校も所属していた。

## 歴史
1476年 皇帝イヴァン3世がモスクワに君主詠唱の合唱団を創設。
1479年 君主詠唱の合唱団に児童合唱が加わる。
1479年12月 君主詠唱の合唱団はモスクワのクレムリンで最初の石造りの教会大聖堂の奉献式に参加。
1564年 君主詠唱の合唱団はニキツキー修道院のニキツキー聖堂創立式に参加。
1703年5月2日 君主詠唱の合唱団は、スウェーデンの要塞ニエンシャッツを占領した際の礼拝に参加。5月16日 合唱団はサンクトペテルブルクの建設を祝う礼拝で歌った。
1713年 ピョートル1世の勅令により、君主詠唱の合唱団は彼が組織したサンクトペテルブルクの帝室合唱団に組み込まれた。
1796年 作曲家のボルトニャンスキーが合唱団の音楽監督になった。
1810年 合唱団はモイカ川の堤防にある複合施設20号館にあり、そこはレオン・ベノワのプロジェクトが1886年から89年に改築している。 合唱団のコンサートホールは音響面でヨーロッパ最高のホールの一つと言われている。
1816年 合唱団の監督はロシアの宗教音楽の演奏と出版について、検閲を行う権利を得た。
1856年 合唱団には社会人を受け入れる合唱指揮のクラスが開かれた。1858年には器楽のクラスが開かれ、これに基づいて1944年にグリンカ記念合唱学校が設立された。20世紀初頭までの合唱団の教師には、ミハイル・グリンカ、ガブリイル・ロマーキン、ニコライ・リムスキー＝コルサコフ、アナトーリ・リャードフ、そしてニコライ・アレクサンドロヴィチ・ソコロフがいる。
1920年 元々は男声と少年で構成されていた合唱団に女声が導入され、少女たちは合唱学校で数年間学べるようになった。
1944年 何人かの退学した学生たちがモスクワへ移り、モスクワ合唱学校の基礎を作った (現在のモスクワコーラスアカデミー)。
1954年 カペラの合唱団と合唱学校には「グリンカ記念」(имени М. И. Глинки) とロシアの作曲家ミハイル・グリンカに因んだ名前がつけられた。1955年以降合唱学校と少年合唱団は独立した組織となった (1986年からはマスタースカヤ通り4番地にある)。
1991年 カペラに交響楽団が創設された (音楽監督兼常任指揮者はアレクサンドル・チェルノシェンコ)。

## 名称の変遷
ロシア語: капе́лла の日本語には「合唱団」「礼拝堂」など複数の訳がある。また「Императорская придворная」には「宮廷」「帝室」などの訳がある。したがって合唱団の名称には「聖歌隊」も含め様々なヴァリエーションが存在する。次にあげるのは日本語訳の一例である。
- 君主詠唱合唱団 (1479年より)
- 帝室合唱団 (1701年より)
- 帝室礼拝堂合唱団 (1763年10月15日より)
- ペテルブルク人民合唱アカデミー (1918年7月31日より)
- ペテルブルク国立カペラ (1922年7月1日より)
- ペテルブルク国立アカデミックカペラ (1922年10月19日より)
- レニングラード国立アカデミックカペラ (1924年1月26日より)
- グリンカ記念レニングラード国立アカデミックカペラ (1954年5月27日より)
- サンクトペテルブルク合唱カペラ (1991年6月6日より。この名称はカペラの合唱団に個別に適用される)
- サンクトペテルブルク国立アカデミーカペラ (1992年2月12日より)
- グリンカ記念国立カペラ合唱団（1992年5月の訳語の例)[5]

## 革命以前のカペラ音楽監督
- マルク・ポルトラツキー（英語版）(1763年 — 1795年4月24日)
- ドミトリー・ボルトニャンスキー (1796年11月11日 — 1825年9月27日)
- Дубянский, Дмитрий Михайлович (1825年10月15日 — 1825年12月12日)
- フョードル・ペトロビッチ・エルヴィヴ（ロシア語版） (1826年3月20日 — 1836年)
- ミハイル・グリンカ (1836年 — 1837年)
- アレクセイ・リヴォフ (1837年 — 1861年)
- ニコライ・イバノビッチ・バクメティエフ（ロシア語版） (1861年 — 1883年)
- セルゲイ・ドミトリエビッチ・シェレメテフ（ドイツ語版） (1883年 — 1894年) — カペラ院長
- ミリイ・バラキレフ (1883年—1894年)
- Бражников, Константин Павлович (1894年12月21日 — 1895年4月1日)
- アントン・アレンスキー (1895年3月30日 — 1901年5月6日)
- アレクサンドル・シェレメテフ（英語版） (1901年—1917年) — カペラ院長
- ステパン・スモレンスキイ (1901年 — 1903年)
- ニコライ・クレノフスキイ（ロシア語版） (1903年–1906年)
- ニコライ・ソロヴィエフ（英語版） (1906年 —　1912年)
- Гроздов, Христофор Николаевич[6] (1912年3月16日 – 1919年)

## 20世紀のカペラ芸術監督
- Смирнов, Степан Александрович (1878年—1903年)
- パルラディ・ボグダノヴィッチ（ロシア語版） (1903年—1913年)
- ミハイル・クリモフ（ロシア語版） (1913年—1935年)
- エリザベータ・クドリャフツェワ（ロシア語版） (1935年—1936年, 1941年—1943年, 1953年—1955年)
- ニコライ・ダニリン（英語版） (1936年—1937年)
- アレクサンドル・ワシリェヴィッチ・スウェシュニコウ（ドイツ語版） (1937年—1941年)
- Миклашевский, Игорь Сергеевич (1941年11月1日 — 1942年3月10日 レニングラード包囲戦の際に合唱団を指揮)
- ゲオルギー・ドミトレフスキー（ロシア語版） (1943年8月1日—1953年)
- アレクサンダー・アニシモフ（ロシア語版） (1955年—1965年)
- ウラディーミル・ミーニン (1965年—1967年)
- フョードル・コズロフ（ロシア語版） (1967年—1972年)
- アブネル・ミハイロフ（ロシア語版） (1972年—1974年)
- ヴラディスラフ・チェルヌシェンコ (1974年以降)

## 20世紀から21世紀の管理者
- ミハイル・クリモフ（ロシア語版） (1919年 — 1931年6月17日)
- Самойлов, Евгений Васильевич (1931年6月17日 — 1933年6月27日)
- Головачёв, Роман Иванович (1933年6月27日 — 1934年6月28日)
- Чернобильский, Абрам Яковлевич (1934年6月28日 — 1937年5月7日)
- Кинн, Фридрих Петрович ( 1937年4月25日 — 9月20日)
- アレクサンドル・ワシリェヴィッチ・スウェシュニコウ（ドイツ語版） (1937年10月13日 — 1940年10月26日)
- Басов, В. И. (1940年10月26日  — 1941年5月12日)
- Лешков, А. А. (1941年5月12日 — 6月22日 )
- Агафонов, Виктор Алексеевич (1941年6月22日–...)
- Крупнов, Сергей Дмитриевич (...1941年...)
- Лебедев, Дмитрий Николаевич (1941年–1943年, 1950年–1955年)
- Хруцкий, Викентий Викентьевич (1943年–1946年)
- Боровецкий, Владимир Владимирович (1946年–1950年)
- アレクサンダー・アニシモフ（ロシア語版） (1955年—1965年)
- Эткинд, Исаак Григорьевич (1965年–1967年)
- エフゲニア・ヴィホドツェワ（ロシア語版） (1967年—1972年)
- Яковлев, Кирилл Иванович (1972年—1976年)
- Лавров, Виталий Константинович (1976年—1983年, 1988年—2001年)
- Ларионов, Вячеслав Львович (1983年—1988年)
- Колчин, Евгений Евгеньевич (2001年—2006年)
- Хомова, Ольга Сергеевна (2006年以降)

## 建物
1810年以降カペラはモイカ川の堤防に面した複合施設の20号館にあり、反対側はボリシャヤコニュセナヤ通り11番地に面している。1886年から89年にかけて建築家レオン・ベノワが大規模に改築したモダンな造りの外観である。この場所には18世紀半ばにニコラウス・フリードリヒ・ヘルベル建造の喜歌劇場と、法廷外科医クリスチャン・ポールセンの木造家屋が建っていた。1773年にこの家は建築家ユーリ・フェリテンに売られ、彼はすぐに石造りの邸宅を建てて住んだ。レオン・ベノワは改築の時、このフェリテンの家を部分的に使った。
近くには合唱団に因んで、「歌う橋」が架けられている。
カペラのコンサートホールの外壁フリーズには、ロシアの合唱音楽に功績のある7人-- ドミトリイ・ラズモフスキー, ガブリイル・ロマーキン, アレクセイ・リヴォフ, ドミトリー・ボルトニャンスキー, ミハイル・グリンカ, トゥルチャニノフ, ポツロフ --に因んだ装飾が施されている。
1941年9月、ナチスの爆撃により、カペラの皇帝館に不発弾が当たり、建物が崩壊した。2000年になって皇帝館は建築家ボロノヴァのデザインで再建された。

### 建物の建造に関わった建築家
- ユーリ・フェリテン (1777年)
- ルイジ・ルスカ（英語版） (1810年)
- ルートヴィヒ・シャルマーニュ（英語版） (1830年, 1836年—1837年)
- ピョートル・ルキイチ・ヴィーレルス（ロシア語版） (1830年, 1834年)
- Кольман, А. К. (1851年—1852年, 1857年)
- ロマン・イワノウィッチ・クスミン（ドイツ語版） (1857年)
- レオン・ベノワ (1886年—1889年, 1910年)
- ミハイル・ガイスラー（ロシア語版） (1900年)
- Гуслистый, Борис Фёдорович (…1910年…)
- Пронин, Арсений Семёнович (1915年—1917年…)
- Воронова, Валентина Николаевна (2000年)